# Herrarnas 10 000 meter i hastighetsåkning på skridskor vid olympiska vinterspelen 1964
Herrarnas 10 000 meter i skridsko vid de olympiska vinterspelen 1964 avgjordes den 7 februari 1964 på Olympia Eisstadion i Innsbruck. Loppet vanns av Jonny Nilsson från Sverige.
33 deltagare från 19 nationer deltog i tävlingen.

## Rekord
Gällande världsrekord och olympiska rekord före Vinter-OS 1964:
| Världsrekord     | Jonny Nilsson (SWE)   | 15:33,0 | Karuizawa, Japan               | 24 februari 1963 |
| Olympiskt rekord | Knut Johannesen (NOR) | 15:46,6 | Squaw Valley, Kalifornien, USA | 27 februari 1960 |

## Medaljörer
| Gren         | Guld                  | Silver                 | Brons                 |
| 10 000 meter | Jonny Nilsson Sverige | Fred Anton Maier Norge | Knut Johannesen Norge |

## Resultat
| Placering | Idrottare            | Nation                 | Tid     |
| --------- | -------------------- | ---------------------- | ------- |
| 1         | Jonny Nilsson        | Sverige                | 15:50,1 |
| 2         | Fred Anton Maier     | Norge                  | 16:06,0 |
| 3         | Knut Johannesen      | Norge                  | 16:06,3 |
| 4         | Rudie Liebrechts     | Nederländerna          | 16:08,6 |
| 5         | Ants Antson          | Sovjetunionen          | 16:08,7 |
| 6         | Viktor Kositjkin     | Sovjetunionen          | 16:19,3 |
| 7         | Gerd Zimmermann      | Tysklands förenade lag | 16:22,5 |
| 8         | Terry Malkin         | Storbritannien         | 16:35,2 |
| 9         | Kurt Stille          | Danmark                | 16:38,3 |
| 10        | Ivar Nilsson         | Sverige                | 16:40,3 |
| 11        | Hermann Strutz       | Österrike              | 16:42,6 |
| 12        | Igor Ostatjov        | Sovjetunionen          | 16:45,5 |
| 13        | Per Ivar Moe         | Norge                  | 16:47,1 |
| 14        | Jouko Launonen       | Finland                | 16:49,8 |
| 15        | Ralf Olin            | Kanada                 | 16:53,3 |
| 16        | Kees Verkerk         | Nederländerna          | 16:53,4 |
| 17        | Örjan Sandler        | Sverige                | 16:56,9 |
| 18        | Renato De Riva       | Italien                | 16:57,5 |
| 19        | Günter Traub         | Tysklands förenade lag | 16:58,4 |
| 20        | Juhani Järvinen      | Finland                | 17:05,0 |
| 21        | Jürgen Traub         | Tysklands förenade lag | 17:08,8 |
| 22        | Toyofumi Aruga       | Japan                  | 17:09,9 |
| 23        | Kim Choon-bong       | Nordkorea              | 17:10,8 |
| 24        | Satoshi Shinpo       | Japan                  | 17:11,3 |
| 25        | Luvsansharavyn Tsend | Mongoliet              | 17:12,4 |
| 26        | Kalervo Hietala      | Finland                | 17:12,9 |
| 27        | André Kouprianoff    | Frankrike              | 17:17,4 |
| 28        | Tony Bullen          | Storbritannien         | 17:19,8 |
| 29        | Ruedi Uster          | Schweiz                | 17:23,4 |
| 30        | Wayne LeBombard      | USA                    | 17:30,6 |
| 31        | Choi Yeong-bae       | Sydkorea               | 17:31,3 |
| 32        | Yoshihiro Kawano     | Japan                  | 17:39,0 |
| 33        | György Ivánkai       | Ungern                 | 17:47,3 |